# Luíz Horácio
Luíz Horácio Pinto Rodrigues (Quaraí, 1957), mais conhecido como Luíz Horácio, é escritor, crítico literário e tradutor brasileiro.

## Biografia
Luíz Horácio Pinto Rodrigues, filho de Alvorino Machado Rodrigues e Doralina Pinto Rodrigues, nasceu em 19 de maio de 1957, em Quaraí, Rio Grande do Sul. Seus pais casaram-se em Bagé, no dia 31 de maio de 1956. Primogênito, ao nascimento de Luíz Horácio seguiu-se o de seu irmão Aldo, em 1959, e o de sua irmã Carla, em 1971.
Depois da juventude em Rosário do Sul, mudou-se para Porto Alegre, de onde partiu para o Rio de Janeiro em 1992. Ali passou cerca de vinte anos, escrevendo e colaborando com páginas literárias de várias publicações. De volta à capital gaúcha, dedica-se também a concluir o mestrado na mesma área .
Casado atualmente com a advogada e filósofa Rejane Santiago de Castro, tem de casamentos anteriores o filho Pablo, as filhas Thamara e Luísa e o neto Yago .

## Carreira
Em relação à formação acadêmica, Luíz Horácio é Mestre em Letras - Linguagem, Interação e Processos de Aprendizagem pelo Centro Universitário Ritter dos Reis (2011), e cursa, desde 2012, Bacharelado em Letras-Tradutor Português e Francês, pela Universidade Federal do Rio Grande do Sul. 
Quanto à produção artística, Luíz Horácio participou, como diretor e dramaturgo, do grupo Tablado, companhia teatral do Rio de Janeiro . Também foi e continua sendo colaborador de diversos jornais em seções de literatura, tais como Zero Hora e Jornal Rascunho, bem como prefaciador de obras literárias de diversos autores, como Fausto Wolff, Marcio Paschoal e Maria Luísa Ribeiro.

Em 2006, Luíz Horácio publicou seu primeiro romance, Perciliana e o Pássaro com Alma de Cão, pela editora Conex. Tratava-se da primeira obra de sua Trilogia Alada, que teve prosseguimento com a publicação, em 2008, do romance Nenhum Pássaro no Céu, pela editora Fábrica de Leitura. A trilogia foi concluída em 2010, com a publicação de Pássaros Grandes não Cantam, pela Global Editora . Em 2014, publicou Doralina, pela Editora Inverso, de Curitiba.